# Влада Јосипа Броза Тита од 14. јануара 1953.
Изабрано на 23 и 24-тој заједничкој седници Савезног већа и Већа народа 14. I. 1953 год.

## Историја
Народна скупштина ФНР Југославије изгласала је уставни закон којим је уведено друштвено власништво и самоуправљање произвођача. Уместо влада и министарстава уведена су извршна већа и државни секретаријати. Први председник Савезног извршног већа постао је Јосип Броз Тито.

## Чланови Савезног извршног већа
САВЕЗНО ИЗВРШНО ВЕЋЕ (14-1-1953—29-1-1954)
Председник Републике
Председник Савезног извршног већа
Јосип Броз Тито
Потпредседници:
Едвард Кардељ, Александар Ранковић, Моша Пијаде, Милован Ђилас
Секретар
Вељко Зековић
Чланови:
Изборни чланови: Љубчо Арсов, Спасенија Бабовић, Јаков Блажевић, Родољуб Чолаковић, Угљеша Даниловић, Фрањо Гажи, Страхил Гигов, Иван Гошњак, Авдо Хумо, Осман Карабеговић, Борис Кидрич, Сава Косановић, Иван Крајачић, Борис Крајгер, Вицко Крстуловић, Франц Лескошек, Иван Мачек, Момчило Марковић, Божидар Масларић, Милош Минић, Слободан Пенезић, Крсто Попивода, Коча Поповић, Милентије Поповић, Добривоје Радосављевић, Ђуро Салај, Видое Смилевски, Мијалко Тодоровић, Цветко Узуновски, Јован Веселинов, Светозар Вукмановић, Влада Зечевић
На основу чл. 82, став 5, Уставног закона: Петар Стамболић, др Владимир Бакарић, Миха Маринко, Лазар Колишевски, Ђуро Пуцар, Блажо Јовановић

## Државни секретаријати
Државни секретаријат за иностране послове
Државни секретаријат за послове народне одбране
Државни секретаријат за послове буџета и државну администрацију
Државни секретаријат за унутрашње послове
Државни секретаријат за послове народне привреде